# مقبرة راكوفيسكي

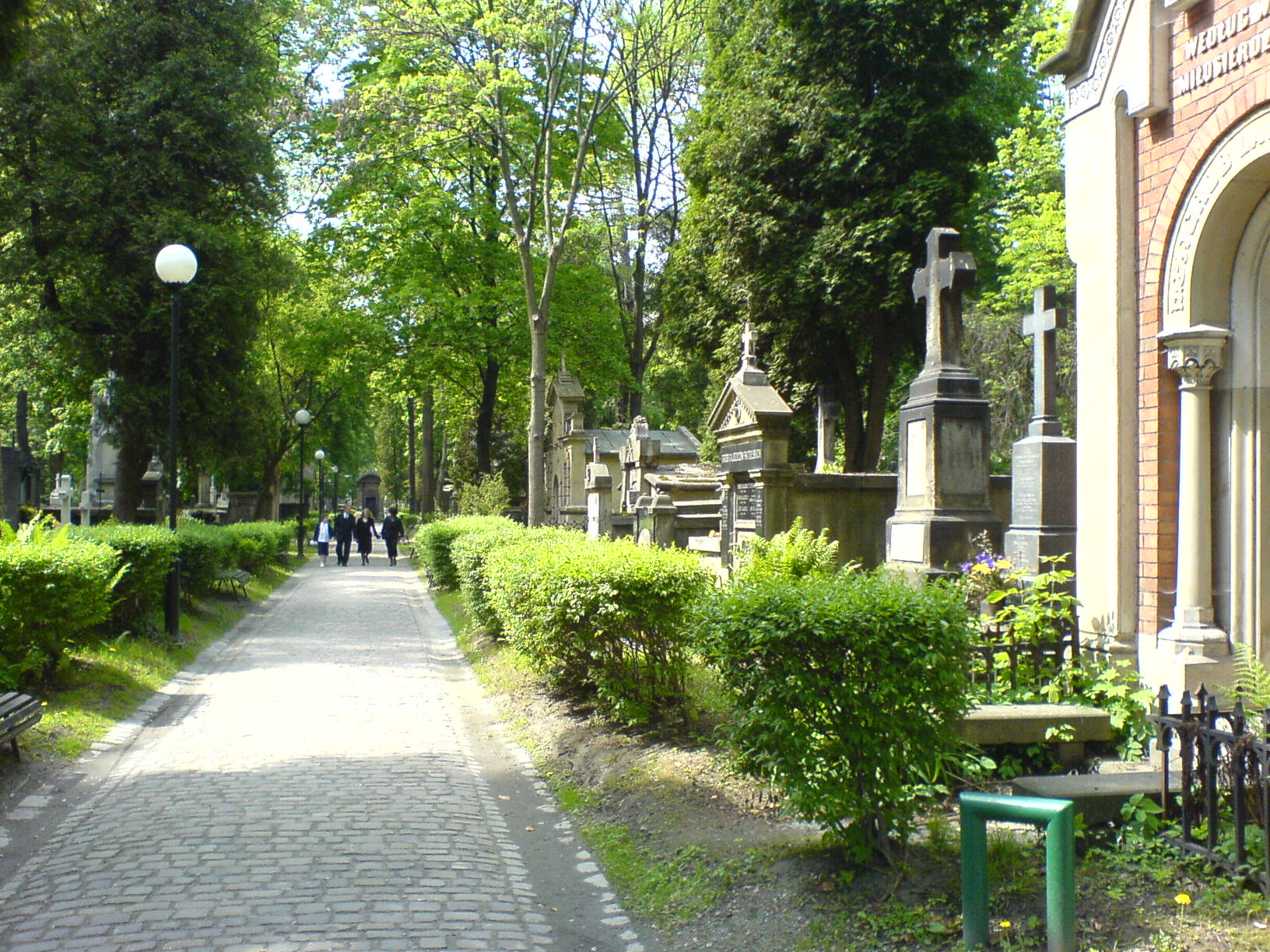
مشهد من مقبرة راكوفيسكي

تقع مقبرة راكوفيسكي (بالبولندية: Cmentarz Rakowicki) في كراكوف، وهي واحدة من المقابر البولندية الأكثر شهرة، حيث دُفن فيها العديد من الشخصيات البارزة، من بينهم والدا البابا يوحنا بولس الثاني.
تأسست في بداية القرن التاسع عشر عندما كانت المنطقة جزءًا من الإمبراطورية النمساوية المجرية، وتم توسيع المقبرة عدة مرات، وتغطي حاليًا مساحة تبلغ حوالي 42 هكتارًا.

## أعلام
- فيسوافا شيمبورسكا
- تادووتش كانتور
- يان ماتيكو
- زيغمونت فروبليفسكي
- كارول أولشيفسكي

## روابط خارجية
- Online grave locator in Krakow ((بالبولندية: Internetowy lokalizator grobów w Krakowie)‏)
- 25439265 Location of the Rakowicki Cemetery على خريطة الشارع المفتوحة